# Pavussu
Pavussu is een gemeente in de Braziliaanse deelstaat Piauí. De gemeente telt 4.465 inwoners (schatting 2009).